# Limite Nord/Sud
Pour les articles homonymes, voir Nord-Sud (homonymie).

Séparation Nord/Sud, le rouge représentant les pays dits « du Sud » et le bleu les pays dits « du Nord ». Aujourd'hui la Chine est devenue la deuxième économie du monde tandis que l'Inde et le Brésil sont désormais des acteurs importants. Une partie des pays pétroliers a maintenant un PIB/habitant très élevé, au même titre que certains pays asiatiques. L'IDH des pays du cône sud est aujourd'hui supérieur à celui d'anciens pays dits « du Nord ».

La limite Nord/Sud (« ligne Brandt », « clivage » géographique Nord/Sud ou encore Nords/Suds) est le nom donné à une ligne imaginaire séparant, dans les années 1980, les pays développés (du Nord) des pays en voie de développement (du Sud). En réalité, elle ne correspondait que peu à une limite entre l'hémisphère nord et l'hémisphère sud mais plus à une ligne illustrant les inégalités de développement (par exemple l'Australie car elle est en hémisphère sud mais elle est en hémisphère nord avec la limite Nord/Sud).

## Origine du terme
Le terme de la limite Nord/Sud est apparu en 1980 dans le rapport Nord-Sud : un programme de survie de Willy Brandt, chancelier allemand de 1969 à 1974. Ce rapport traite des problèmes de développement. Selon son auteur, le clivage Nord-Sud remplace progressivement le clivage Est-Ouest, pourtant central dans la représentation du monde en pleine guerre froide. 
La couverture du rapport expose une carte du monde délimitée par cette ligne Nord/Sud. C'est l'illustration sur la couverture de l'ouvrage de Willy Brandt qui popularise malgré lui, la séparation Nord/Sud. En effet, Willy Brandt cherchait alors à nuancer cette délimitation basée sur les travaux d'Yves Lacoste dans Géographie du sous-développement en 1965.

## Délimitations géographiques
La limite inclut, dans son hémisphère nord, les pays de la Triade mais également d'autres pays développés dont certains  nouveaux pays industrialisés :
- Les États-Unis et le Canada
- Les États européens
- La Turquie
- Israël
- La Corée du Sud, le Japon, et Taïwan
- Singapour
- L'Australie et la Nouvelle-Zélande
- L'Argentine, le Chili et l'Uruguay
- Le Panama et le Costa Rica[réf. nécessaire]

## Critiques
Cette limite est contestable et de plus en plus critiquable. En effet, elle n'a pas évolué depuis 1980, alors que l'IDH de certains pays du Sud, d'après cette limite, a dépassé celui de plusieurs pays du Nord. 
Par exemple, l'IDH de l'Argentine, les Émirats arabes unis, le Chili, le Costa Rica, le Mexique sont aujourd'hui supérieurs à celui de la Bulgarie, de l'Albanie ou encore de la Biélorussie.
Les principaux pays émergents (Russie, Chine, Brésil, Inde, Afrique du Sud – les BRICS), les MINT (Mexique, Indonésie, Nigéria et Turquie) ou les pays du Golfe Persique (Qatar, Koweït, Émirats Arabes Unis, Arabie Saoudite, Bahreïn) sont, à l'exception de la Russie, tous du côté Sud de la ligne, alors qu'ils sont dans une période de forte croissance économique. Toutefois, leur IDH n'est pas toujours aussi élevé que certains pays des Nords (espérance de vie plus faible, taux d'alphabétisation, de scolarisation et durée moyenne des études plus faible ainsi que le pouvoir d'achat plus faible). Une croissance économique forte ne suffit pas à elle seule pour définir le développement d'un pays et ne signifie pas un enrichissement de la totalité de la population. 
Aujourd'hui, la communauté géographique tend à utiliser de moins en moins l'expression de limite Nord/Sud en raison de sa trop grande vulgarisation mais la popularité de cette expression ne permet pas sa disparition, on préfère alors utiliser le pluriel (pays des Nords et pays des Suds) pour marquer la diversité de situations dans le monde sans pour autant perdre la différenciation entre pays développés et pays en cours de développement.